# معجزه شیلی

جی دی پی شیلی (آبی) و آمریکای لاتین (خاکستری) ۱۹۵۰–۲۰۰۷

معجزه شیلی لفظی است که میلتون فریدمن، اقتصاددان برنده جایزه نوبل برای توصیف بازجهت دهی اقتصاد شیلی به سوی نئولیبرالیسم و بازار آزاد در دهه ۱۹۸۰ و منفعتهای این شیوه از لیبرالیسم اقتصادی بکار برده‌است. او گفت «اقتصاد شیلی عالی کار کرد، ولی مهمتر از این، دولت مرکزی و نظامی با جامعه دمکراتیک جایگزین شد؛ بنابراین نکته مهم در مورد شیلی این‌است که بازار آزاد کار خود را برای ایجاد یک جامعه آزاد به انجام رساند.»
فریدمن دو سال پس از کودتا در سال ۱۹۷۵ در دانشگاه کاتولیک شیلی سخنرانی کرد. پس از آن وی ۴۵ دقیقه با پینوشه ملاقات کرد و ژنرال از او خواست در نامه‌ای نظرش را راجع به اقتصاد شیلی بنویسد. فریدمن پیشنهاد کاهش کسری بودجه دولت را داد. در اکتبر ۱۹۷۵ نیویورک تایمز نوشت که سیاست اقتصادی نظامیان شیلی مبتنی بر آرای میلتون فریدمن و مکتب شیکاگو ی وی بود.

## اصلاحات
اولین اصلاحات در سه دور پیاده‌سازی شد: ۱۹۷۴–۱۹۸۳, ۱۹۸۵, و ۱۹۹۰.
حکومت از سرمایه‌گذاری خارجی استقبال کرد و موانع تجاری حفاظت گرایانه را رفع کرد، که کسب و کارهای شیلیایی را مجبور به رقابت با واردات در یک جایگاه برابر یا از رده خارج شدن کرد. کودلکو، شرکت اصلی مس، به خاطر ملی کردن مس که در سالوادور آلنده انجام شده بود، در دست حکومت باقی ماند، اما شرکت‌های خصوصی اجازه یافتند معادن جدید را اکتشاف کنند و توسعه بدهند. سرگیو ده کاسترو، وزیر مالیه، با عدول از حمایت فریدمن از نرخ‌های ارز شناور، تصمیم گرفت نظام نرخ ثابت ارز ۳۹ پزو در برابر دلار را با منطق تحت کنترل درآوردن تورم افسارگسیخته اتخاذ کند. به هر روی، نتیجه این شد که یک مشکل جدی توازن تجارت بروز کرد که، باعث شد میلتون فریدمن از ده کاسترو و نظام نرخ ثابت ارز در خاطراتش انتقاد کند. از آنجا که تورم پزوی شیلی همچنان بیشتر از تورم دلار آمریکا بود، هر ساله قدرت خرید کالاهای خارجی توسط شیلیایی‌ها افزایش می‌یافت. وقتی حباب نهایتاً در اواخر ۱۹۸۲ ترکید، شیلی دچار کسادی شدیدی شد که بیش از دو سال ادامه یافت.
رکود اقتصادی عمیق ۱۹۸۲–۱۹۸۳ دومین رکود شیلی در هشت سال بود. (در ۱۹۷۵, که جی دی پی ۱۳ درصد کاهش یافت، تولید صنعتی ۲۷ درصد سقوط کرد و بیکاری به ۲۰ درصد افزایش یافت). علاوه بر این تورم در سال ۱۹۷۴ به ۳۷۵ درصد رسید-بالاترین میزان در جهان و تقریباً دو برابر اوج آن در دوره آلنده. در جریان رکود ۱۹۸۲–۱۹۸۳ , برونداد واقعی اقتصادی ۱۹٪ کاهش یافت، و بیشتر بازیابی و رشد بعدی پس از این که پینوشه از قدرت کنار رفت که سیاست‌های اقتصادی با جهت‌گیری بازار بیشتر تحکیم شدند به وقوع پیوستند.
از سال ۱۹۸۵، با وزیر مالیه شدن هرنان بوچی، تمرکز سیاست‌های اقتصادی به سوی زیادتر شدن دارایی‌ها از بدهی‌ها و رشد اقتصادی منتقل شد. صادرات سریعاً رشد کرد و بیکاری پایین رفت، به هر روی فقر همچنان مشکل قابل توجهی بود و ۴۵ درصد از جمعیت شیلی در ۱۹۸۷ زیر خط فقر بودند. بوچی در کتاب La transformación económica de Chile: el modelo del progreso خود در ۱۹۹۰ در خصوص این تجربه اش نوشت. پاتریسیو ایلوین که به تازگی به قدرت رسیده بود برنامه «رشد و انصاف» را پیش گرفت و بر ادامه آزادسازی اقتصادی و همچنین کاهش فقر تأکید کرد. بین ۱۹۹۰ و ۲۰۰۰، فقر از ۴۰ درصد جمعیت به ۲۰ درصد جمعیت کاهش یافت. ۶۰ درصد از این کاهش را می‌توان به رشد جی دی پی منتسب کرد و ۴۰ بقیه را به سیاست‌های اجتماعی.

### توافق‌های تجارت آزاد
دولت‌های پی در پی شیلی فعالانه در پی توافق‌های آزادسازی تجارت بوده‌اند. این فرایند در دهه ۱۹۷۰ شروع شد، که پینوشه تعرفه واردات را به ۱۰٪ کاهش داد. پیش از آن، شیلی یکی از حفاظت گراترین اقتصادهای جهان بود، و در بین ۷۲ کشور در یک گزارش سالانه ۱۹۷۵ مؤسسه کیتو و مؤسسه فریزر در رتبه ۷۱ قرار داشت. در دهه ۱۹۹۰، شیلی با کانادا، مکزیک، و آمریکای مرکزی قراردادهای تجارت آزاد امضا کرد. شیلی همچنین با ونزوئلا، کلمبیا و اکوادور توافق‌های تجارت ترجیحی بست. توافق انجمنی با مرکوسور - آرژانتین، برزیل، پاراگوئه و اوروگوئه- در اکتبر ۱۹۹۶ اجرایی شد. شیلی با ادامه دادن استراتژی توسعه با جهت‌گیری صادراتی خود، در سال ۲۰۰۲ توافق‌های تجارت آزاد تاریخ سازی با اتحادیه اروپاو کره جنوبی بست. شیلی به عنوان عضو سازمان همکاری‌های اقتصادی آسیا–پاسفیک (APEC) در تلاش برای تقویت پیوندهای تجاری خود با بازارهای آسیایی است. در راستای این هدف، در سال‌های اخیر با نیوزیلند، سنگاپور، برونئی، هند، چین و اخیراً با ژاپن توافقات تجارت امضا کرده. در سال ۲۰۰۷، شیلی با استرالیا، تایلند، مالزی و چین مذاکرات تجاری برگزار کرد.

## اقتصاد کنونی شیلی
بنا بر شاخص آزادی اقتصادی ۲۰۱۵ (از بنیاد هریتج، مؤسسه فریزر و WSJ), اقتصاد شیلی هفتمین آزادترین اقتصاد جهان است. شیلی در میان ۲۹ کشور قاره آمریکا از این نظر اول است و بیش از یک دهه است از رهبران منطقه ای بوده‌است. رشد تولید ناخالص ملی سالانه شیلی ۳٬۲٪ در سال ۲۰۰۸ بوده و از ۲۰۰۴ تا ۲۰۰۸ میانگین ۴٫۸٪ داشته‌است.
درصد کل درآمد ۲۰٪ ثروتمندترین جمعیت شیلی در سال ۲۰۰۶ ۵۶٫۸٪ بود در حالی که درصد کل درآمد ۲۰٪ فقیرترین جمعیت شیلی ۴٫۱٪ بود، و ۶۰٪ میانی جمعیت ۳۹٫۱٪ کل درآمد را داشتند. شاخص جینی (سنجه توزیع درآمد) شیلی در ۲۰۰۶، ۵۲٫۰ بود، در مقایسه با ۲۴٫۷ دانمارک (عادلانه‌ترین توزیع) و ۷۴٫۳ نامیبیا (ناعادلانه‌ترین توزیع). شیلی عمیق‌ترین شکاف نابرابری را در بین کشورهای عضو سازمان همکاری و توسعه اقتصادی داشت.